# Pietro Gerbore
Pietro Gerbore (pron. fr. AFI: [ʒɛʁbɔʁ]) (Roma, 6 marzo 1899 – Firenze, 19 novembre 1983) è stato un diplomatico e storico italiano.

## Biografia
Di origini valdostane, fu combattente nella prima guerra mondiale e poi membro della Commissione alleata di controllo per l'Austria e l'Ungheria dal 1920 al 1923. Nel 1924 entrò in diplomazia con missioni in Canada, negli Stati Uniti d'America, a Vienna, Lisbona e Bucarest quale Incaricato d'Affari.
Durante la missione in Romania nel tragico periodo della Seconda guerra mondiale quando questo Stato conobbe la transizione fra la defenestrazione del dittatore Antonescu e l'invasione sovietica, entrò in contatto con la regina madre di Romania, Elena, e con il giovane re Michele, con i quali intrattenne una lunga devota amicizia, prolungatasi anche nell'esilio di costoro. Elena di Romania visse infatti, dopo la caduta della Monarchia, per molti anni in Italia a Villa Sparta sulle colline di Firenze.
Volendo rimanere fedele al giuramento al Re, con l'avvento della Repubblica Italiana Gerbore si dimise dal servizio diplomatico e si ritirò a Firenze dove si dedicò agli studi storici.
Fra le maggiori pubblicazioni del Gerbore si ricordano Dame e Cavalieri del Re, Longanesi, Milano, 1952; Commendatori e Deputati, Longanesi, Milano, 1954; Il vero Diplomatico, Longanesi, Milano, 1956; Formen und Stile der Diplomatie (per la "Rowohet Deutsche Enzyclopaedie"); La Monarchia (con prefazione di Giuseppe Tarò e Giulio Vignoli), Volpe editore, Roma, 1976; Una storia dell'arte di vivere, Fògola editore, Torino, 1985 (postumo).
Ha collaborato con centinaia di articoli a Il Borghese, al Roma di Napoli, al Globo, al Giornale d'Italia ed a La Torre di Giovanni Volpe.
Pietro Gerbore svolse anche nel dopoguerra una vivace attività politica nel Partito monarchico, ma da posizioni critiche nei confronti della politica propugnata da Umberto II dall'esilio e dal suo rappresentante in Italia, Falcone Lucifero.
Alla morte di Gerbore, il suo vasto archivio passò per donazione al Gabinetto Vieusseux, come da sua disposizione testamentaria.

## Opere
- Dame e cavalieri del re, Milano, Longanesi, 1952.
- Commendatori e deputati, Milano, Longanesi, 1954.
- ll vero diplomatico, Milano, Longanesi, 1956.
- La monarchia, Roma, G. Volpe, 1976.
- I responsabili, Roma, G. Volpe, 1980.
- L' America di fronte all'Europa, Roma, G. Volpe, 1981.
- Il cavallo e l'uomo, Roma, G. Volpe, 1983.
- Una storia dell'arte di vivere, Torino, Fògola, 1985.
- Una storia dell'arte di vivere, prefazione di Piero Buscaroli, Torino, Fògola, 1985.
- I responsabili. L'America di fronte all'Europa, Lavis, La Finestra Editrice, 2012.